# 279-та піхотна дивізія (Третій Рейх)
279-та піхотна дивізія (Третій Рейх) (нім. 279. Infanterie-Division) — піхотна дивізія Вермахту, що входила до складу німецьких сухопутних військ у роки Другої світової війни.

## Історія
279-та піхотна дивізія формувалася 22 травня 1940 року під час 10-ї хвилі мобілізації вермахту у IX військовому окрузі на полігоні поблизу Касселя. Але через розгром та швидку капітуляцію Франції процес формування було припинено й з'єднання розформували.

## Райони бойових дій
- Німеччина (травень — липень 1940).

## Командування

### Командири
- генерал-лейтенант Герберт Штіммель (нім. Herbert Stimmel) (22 травня — 1 липня 1940).

### Склад
| 1940 (планувалося)                  |
| ----------------------------------- |
| 550-й піхотний полк                 |
| 551-й піхотний полк                 |
| 552-й піхотний полк                 |
| 279-та протитанкова батарея         |
| 279-й артилерійський полк           |
| 279-та інженерна рота               |
| 279-та дивізійна рота зв'язку       |
| Управління постачання 279-ї дивізії |